# Подсосино

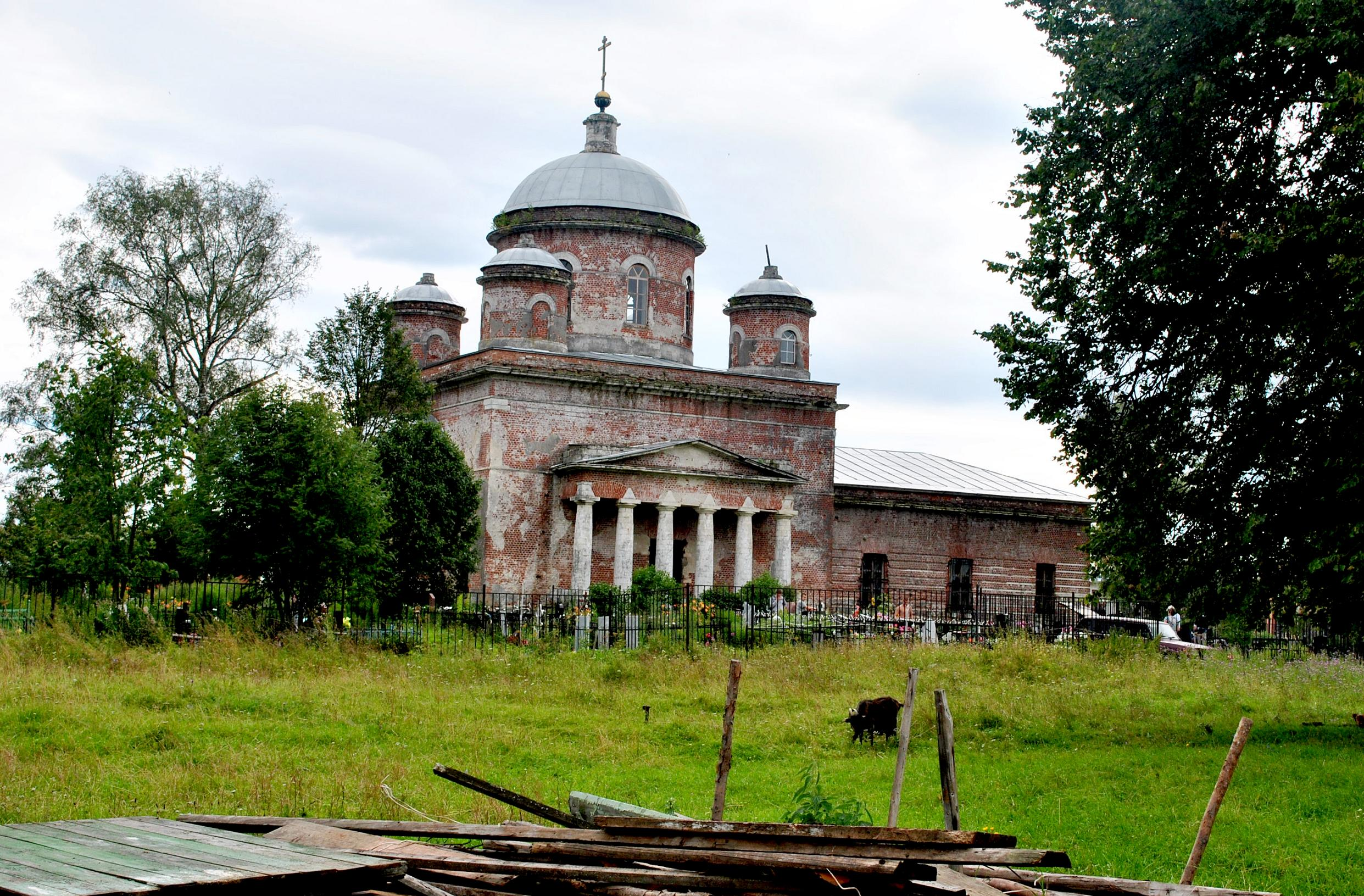
Храм Успения Пресвятой Богородицы в селе Подсосино

Подсосино — деревня в Сергиево-Посадском районе Московской области России, входит в состав сельского поселения Лозовское. Расположена в 7 км южнее Сергиева Посада, на правом берегу реки Торгоши, в 1,5 км восточнее Ярославского шоссе.

## Население
| 1859 | 1886 | 1890 | 1899 | 1926 | 2002 | 2006 | 2010 |
| ---- | ---- | ---- | ---- | ---- | ---- | ---- | ---- |
| 125  | ↗138 | ↗161 | ↗169 | ↘158 | ↘12  | →12  | ↗13  |

## История

### Средние века
Место это стало заселяться, по археологическим сведениям, с XIV века. В этом месте старая Переяславская дорога пересекала реку Торгошу. В 1432—1445 годах Иван Афанасьевич Галин дарит игумену Зиновию Троицкого монастыря пустошь Богородицкую, на которой до 1462—1466 годов было заново отстроено селение под именем «Богородицкое под сосною». В XV веке местность, где стоит деревня Подсосино, относилась к Кинельской волости старого Переславль-Залесского уезда. В источнике начала XVI века о селе сказано: «На Торгоше у Пречистые христиан 9 дворов». Грамота 1536 года именует это место Богородицким погостом, то есть деревней с церковью и кладбищем.
Между 1536 и 1559 годами в селе был основан женский монастырь, впервые указанный в грамоте 1561 года. В писцовой книге (1588—1594) монастырь назван «Богородицкой, Подсосение на речке на Торгоше», также там сказано о наличии мельницы при монастыре.

### Происхождение названия
Самые ранние упоминания о деревне встречаются в писцовых книгах XVI века. Тогда его называли «Под Сосенками», «Под Сосенки», «Подсосение». Под названием «Подсосенье» встречается в списке 1862 года и данных переписи населения 1926 года. Однако, в конце XIX века некоторые источники уже используют форму «Подсосино», то исправленное в сторону более привычного для слуха названия с притяжательным суффиксом «ин». Это искажённое название сохранилось за деревней и по сей день.